# 格拉斯哥中央車站
格拉斯哥中央車站（英語：Glasgow Central station）是英國的一座幹線鐵路終點站，位於蘇格蘭最大都市格拉斯哥，從1879年7月31日由加里東鐵路局開始營運，如今已成為格拉斯哥最大的的樞紐車站，也是英國國營鐵路公司直轄的19個樞紐車站之一。該火車站是西海岸主線的北端終點。
該車站營運所有格拉斯哥南部的市郊路線，包括艾爾郡和克萊德海岸的支線，也是格拉斯哥通往所有英格蘭城市的始發站。此外，阿蓋爾線和另一條市郊路線通向愛丁堡，作為以格拉斯哥皇后街車站為終點的格拉斯哥愛丁堡鐵路的補充營運路線。
隨著2013年至2014年的客流量達到2700萬人次，格拉斯哥中央車站已經躋身於英國第十繁忙的鐵路車站。據英國國營鐵路公司統計，年度流量約為3800萬人次，其中客流量佔八成。。有鑑於聖以諾站的教訓，格拉斯哥中央車站建築群被蘇格蘭政府登錄為A類保護建築。

## 外部連結
1. 1 2 3 4  Butt (1995), page 103
2. ↑  .   [2015-11-06]. （原始内容存档于2013-01-22）.
3. ↑   (PDF). Complete National Rail Timetable. London: Network Rail: 43. May 2013  [5 June 2013]. （原始内容 (PDF)存档于2013-09-04）.
4. ↑  Thomas (1971); Chapter VIII – Glasgow
5. ↑  .   [2015-11-06]. （原始内容存档于2018-12-20）.
6. ↑   (PDF). Office of Rail Regulation.   [4 April 2013]. （原始内容存档 (PDF)于2013-05-13）.
7. ↑   (PDF). Network Rail: 1.   [12 February 2011]. （原始内容 (PDF)存档于2011年6月7日）.
8. ↑  . Historic Scotland.   [22 November 2011].[]